# Minor López
Minor Ignacio López Campollo (Quetzaltenango, 1º febbraio 1987) è un ex calciatore guatemalteco, di ruolo attaccante.

## Palmarès

### Club

#### Competizioni nazionali
- Campionato guatemalteco: 1

Xelajú MC: 2007